# Ichneutica dione
Ichneutica dione är en fjärilsart som beskrevs av Hudson 1898. Ichneutica dione ingår i släktet Ichneutica och familjen nattflyn. Inga underarter finns listade i Catalogue of Life.